# Кореневий домен
Коренева зона DNS - це DNS зона найвищого рівня в ієрархічному просторі імен системи доменних імен (DNS) в Інтернеті.
З 2016 року кореневу зону контролює Інтернет-корпорація з присвоєних імен та номерів (ICANN), яка делегує управління дочірній компанії, яка діє як Адміністрація адресного простору Інтернету (IANA). Дистриб'юторські послуги надаються компанією Verisign. До цього ICANN виконувала управлінську відповідальність під наглядом Національного управління телекомунікацій та інформації (NTIA), агентства Міністерства торгівлі США.
Поєднання обмежень у визначенні DNS та певних протоколах, а саме практичний розмір пакетів з не фрагментованим протоколом User Datagram Protocol (UDP), призвело до практичного максимуму 13 адрес кореневого сервера імен, які можуть бути розміщені у відповідях DNS-запитів імен. Проте коренева зона обслуговується кількома сотнями серверів у більш ніж 130 місцях у багатьох країнах.

## Ініціалізація служби DNS
Коренева зона DNS обслуговується тринадцятьма кластерами кореневих серверів, які мають повноваження для запитів до доменів верхнього рівня Інтернету. Таким чином, кожен пошук імені починається з запиту до кореневого сервера або використовує збережену інформацію, яку було отримано з кореневого сервера.
Кластери кореневих серверів мають офіційні назви a.root-servers.net до m.root-servers.net. Щоб дізнатися адреси цих імен, DNS-резольвер повинен спочатку знайти уповноважений сервер для зони net. Щоб уникнути кругової залежності, адресf щонайменше одного кореневого сервера має бути відомf для конфігурування доступу до DNS. Для цієї мети операційні системи або DNS-сервер або пакети програмного забезпечення резольвера зазвичай включають файл з усіма адресами кореневих серверів DNS. Навіть якщо IP-адреси деяких кореневих серверів змінюються, для отримання поточного списку всіх серверів імен необхідний принаймні один. Цей адресний файл називається named.cache у форматі посилання на сервер імен BIND. В даний час офіційна версія розповсюджується ICANN «InterNIC.
З адресою одного функціонуючого кореневого сервера, всі інші дані DNS можуть бути виявлені рекурсивно, і інформація про будь-яке доменне ім'я може бути знайдена.

## Надмірність і різноманітність
Корені DNS-сервери мають важливе значення для функції Інтернету, оскільки більшість Інтернет-послуг, таких як World Wide Web і електронна пошта, засновані на доменних іменах. DNS-сервери є потенційними точками для краху всього Інтернету. З цієї причини декілька кореневих серверів розповсюджуються по всьому світу. DNS - розмір пакета з 512 октетів обмежує відповідь DNS для тринадцяти адрес, до тих пір, розширення протоколу (EDNS) не підняв це обмеження. Хоча можна використовувати більше записів у пакет такого розміру при використанні стиснення міток, тринадцять було обрано в якості надійного ліміту. З моменту впровадження IPv6, наступник Інтернет-протоколу до IPv4, попередні практики змінюються, а додатковий простір заповнюється серверами імен IPv6.
Кореневі сервера DNS розміщені в декількох захищених сайтах з доступом з високою пропускною здатністю для розміщення навантаження трафіку. Спочатку всі ці установки знаходилися в США; однак, розподіл змінився, і це вже не так. Як правило, кожен з установки сервера DNS в даному місці є кластер комп'ютерів з балансуванням навантаження маршрутизаторами. Повний список серверів, їх місцезнаходження та властивості доступний на сайті http://root-servers.org [Архівовано 24 серпня 2017 у Wayback Machine.]. Станом на 12 травня 2019 року в світі було 984 кореневих серверів.
Сучасна тенденція полягає у використанні адресації та маршрутизації Anycast для забезпечення стійкості та балансування навантаження в широкій географічній області. Наприклад, сервер j.root-servers.net, що підтримується Verisign, представлений 104 (станом на січень 2016 року) окремими серверними системами, розташованими по всьому світу, які можна запитувати за допомогою адреси anycast.

## Управління
Зміст файлу кореневої зони Інтернету координуються дочірньої ICANN, яка виконує орган Internet Assigned Numbers (IANA) функцію. Verisign генерує та розподіляє файл зони для різних операторів кореневих серверів.
У 1997 році, коли Інтернет був переведений з урядового контролю США на приватні руки, NTIA здійснювала управління над кореневою зоною. Документ Міністерства торгівлі 1998 року заявив, що агентство «прихильно до переходу, який дозволить приватному сектору взяти на себе керівництво для управління DNS» до 2000 року, однак, не було зроблено жодних кроків для переходу. У березні 2014 року NTIA оголосила про перехід свого управління до "глобальної спільноти зацікавлених сторін".
За словами помічника міністра торгівлі з питань комунікацій та інформації Лоуренса Е. Стріклінга, березень 2014 року був правильний момент для початку переходу ролі до глобального інтернет-спільноти. Цей крок відбувся після тиску в результаті викриття, що Сполучені Штати та їх союзники займалися наглядом. Проте голова правління ICANN заперечив, що ці два зв'язки були пов'язані, і сказав, що процес переходу тривав тривалий час. Президент ICANN Фаді Чехаде назвав цей крок історичним і сказав, що ICANN перейде до контролю з кількома зацікавленими сторонами. Різні відомі особистості в історії Інтернету, не пов'язані з ICANN, також аплодували цей крок.
Оголошення NTIA відразу не вплинуло на те, як ICANN виконує свою роль.  11 березня 2016 року NTIA оголосила про те, що вона отримала запропонований план переходу своєї ролі управління над кореневою зоною і розгляне її протягом наступних 90 днів.
Пропозиція була прийнята, а поновлений контракт ICANN на виконання функції IANA припинився 30 вересня 2016 року, що призвело до переходу відповідальності контролю над глобальною спільнотою зацікавлених сторін, яка представлена в структурах управління ICANN. Як компонент плану переходу, він створив нову дочірню компанію під назвою Public Technical Identifiers (PTI) для виконання функцій IANA, які включають управління кореневою зоною DNS.

## Підпис кореневої зони
З липня 2010 року кореневої зони був підписаний з DNSSEC підписи, забезпечує єдиний Trust anchor для системи доменних імен, які в свою чергу можуть бути використані, щоб забезпечити якір довіри для іншої інфраструктури відкритих ключів (PKI). Коренева зона періодично повторно підписується з ключем підпису ключа кореневої зони, який виконується перевіряється перед свідками під час церемонії підписання ключа .

## Див. Також
- Альтернативний кореневий DNS[en]
- AS112[en]
- Магістральна мережа зв’язку

## Подальше читання
- "NTIA оголошує про наміри переходу ключових функцій доменного імені в Інтернеті" [Архівовано 25 квітня 2019 у Wayback Machine.]  Управління громадських справ. Національне управління телекомунікацій та інформації . 14 березня 2014 року . Отримано 15 березня 2014 року .

## Зовнішні посилання
- Файл кореневої зони [Архівовано 4 травня 2019 у Wayback Machine.]
- root-servers.org [Архівовано 1 травня 2019 у Wayback Machine.]
- Авторизована база даних TANI IANA на кореневій зоні DNS [Архівовано 24 травня 2019 у Wayback Machine.]
- CircleID.com, на кореневих серверах DNS
- CAIDA.org, стаття про проблему розташування кореневого сервера [Архівовано 7 травня 2019 у Wayback Machine.]
- CirlceID.com, Більше корінь серверних екземплярів за межами США, ніж усередині [Архівовано 3 травня 2019 у Wayback Machine.]